# SK Vidar
Sportsklubben Vidar – norweski klub sportowy z siedzibą w Oslo. Posiada sekcję lekkoatletyczną. SK Vidar powstał 1 września 1919. Wśród zawodników klubu znaleźli się m.in. Andreas Thorkildsen czy Terje Pedersen.